# EFMD Sistema de Mejora de Calidad (EQUIS)
El EFMD Sistema de Mejora de la Calidad (EQUIS) es un sistema de acreditación académica. Está especializado en instituciones educativas y escuelas de negocios, y es administrado por la Fundación Europea para la Gestión de la Calidad (EFMD). EQUIS ha acreditado a 172 instituciones en 41 países alrededor del mundo.

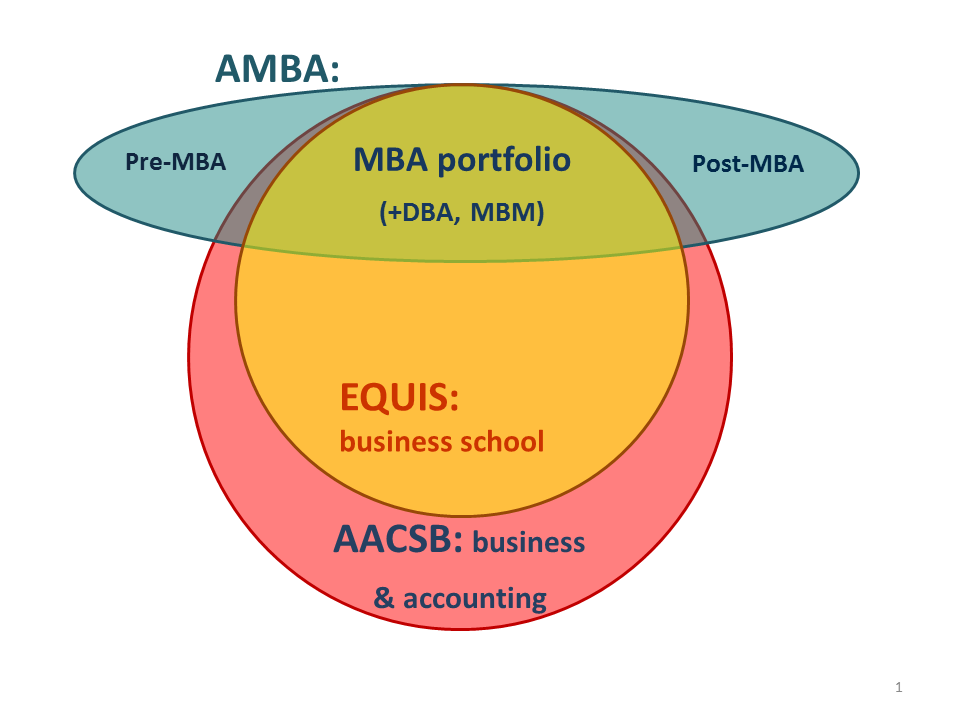
Alcance de la acreditación académica empresarial para AACSB, EQUIS y AMBA

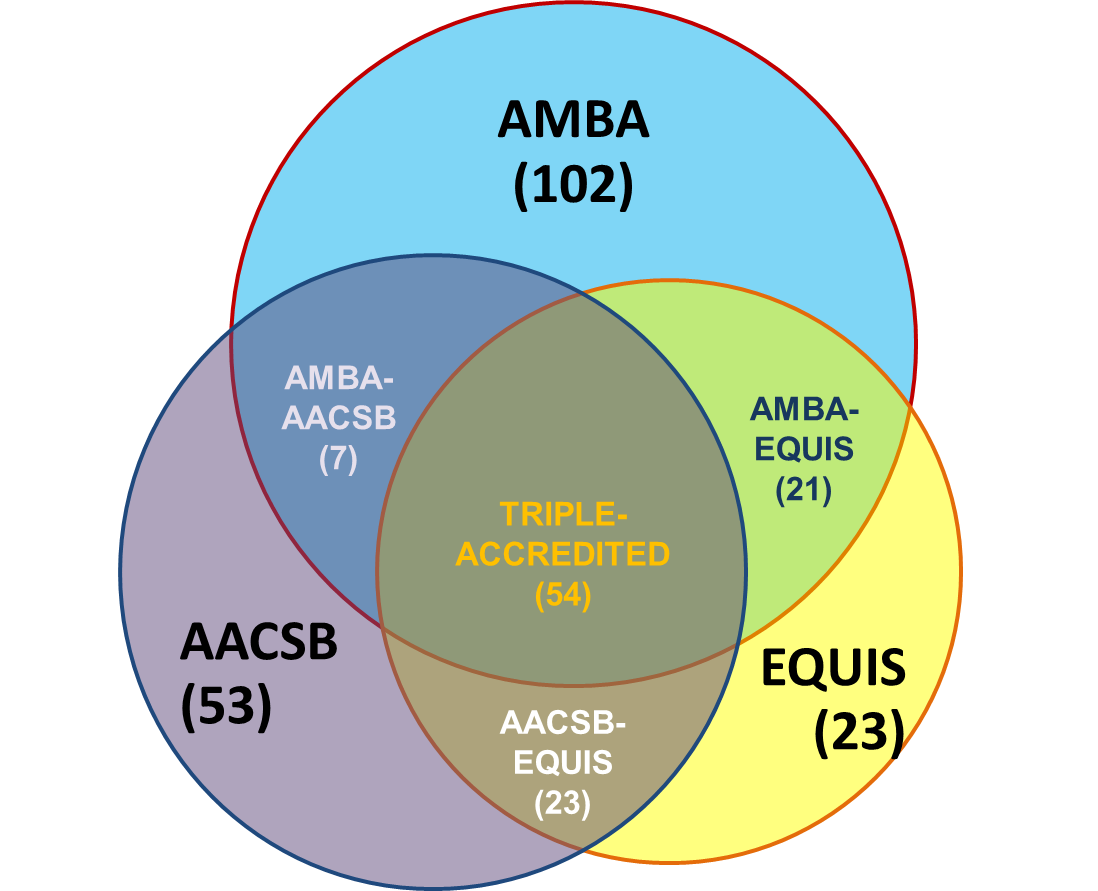
Número de escuelas de negocios con acreditaciones simples, dobles y triples (AACSB-AMBA-EQUIS) de fuera de los Estados Unidos de América

## Historia
Los directores de EQUIS a partir de 2018 son Ulrich Hommel y David Asch.   En los últimos 20 años de existencia, la organización ha acreditado 172 instituciones en 41 países.

## Objeto de la acreditación
La acreditación a escuelas de negocios está basadas en la calidad general. El proceso también tiene en cuenta el nivel de internacionalización de la escuela de negocios, que no es un requisito estricto para la acreditación por parte de los otros dos principales organismos internacionales de acreditación: AACSB y AMBA. Se denomina "Triple Corona" a obtener dichas tres acreditaciones. Hasta el momento, todas las escuelas de negocios de EQUIS totalmente acreditadas que solicitan la acreditación AACSB la han tenido con éxito, lo que no ha ocurrido a la inversa.
La acreditación de EQUIS puede otorgarse por tres años (con informes anuales de progreso sobre las áreas de mejora requeridas) o durante cinco años (con un informe de progreso de mitad de período sobre los objetivos de desarrollo requeridos).